# Konstantin Tjernenko
Konstantin Ustinovitj Tjernenko (ryska: Константи́н Усти́нович Черне́нко), född 24 september 1911 i den sibiriska byn Bolsjaja Tes i Krasnojarsk kraj (i dåvarande Kejsardömet Ryssland), död 10 mars 1985 i Moskva, var en sovjetisk politiker och generalsekreterare i Sovjetunionens kommunistiska parti. Posten som generalsekreterare, som innebar att han var Sovjetunionens ledare, innehade han från den 13 februari 1984 till sin död knappt tretton månader senare.

## Biografi
Tjernenko påbörjade sin politiska karriär i ryska Krasnojarsk, men flyttade 1948 till Moldavien där han kom att arbeta under den dåvarande sovjetrepublikens generalsekreterare och blivande sovjetledaren Leonid Brezjnev. Tjernenko följde Brezjnev till Moskva där han blev chef för propagandan; senare (1965–1976) var han ansvarig för kommunistpartiets löpande verksamhet. Han blev medlem av politbyrån 1977. Trots att Tjernenko själv var svårt sjuk med lungemfysem, kronisk hepatit och skrumplever efterträdde han generalsekreterare Jurij Andropov efter dennes död 1984.
Under Tjernenkos korta mellanspel som Sovjetunionens ledare hände egentligen inte så mycket nytt: ryskans ställning i de icke-rysktalande områdena stärktes, förföljelserna av oliktänkande fortsatte medan försöken att minska korruptionen avstannade. Den politiska ledningen beslutade också om att vända flödet i ett antal av Sibiriens floder; ett beslut med potentiellt väldiga miljökonsekvenser som inte upphävdes förrän 1987.